# John From (filme)
John From é um filme português do género drama, realizado por João Nicolau e escrito por Mariana Ricardo, e protagonizado por Júlia Palha, Clara Riedenstein, Filipe Vargas, Leonor Silveira e Adriano Luz. Foi exibido na Cinemateca Portuguesa a 4 de dezembro de 2015. Estreia no Brasil a 3 de março de 2016, e em Portugal a 17 de março do mesmo ano.

## Elenco
- Júlia Palha como Rita
- Clara Riedenstein
- Filipe Vargas
- Leonor Silveira
- Adriano Luz
- Luísa Cruz